# Green (motorfiets)
Green en Green-Precision zijn Britse historische merken van motorfietsen van dezelfde fabrikant.
De bedrijfsnaam was: Green Motor Cycle Co., London, later C. Green, Bexhill, Sussex
Gustavus Green had al in 1905 watergekoelde motoren verkocht, maar in 1909 begon hij ook complete motorfietsen te produceren. Het waren al kopklepmotoren met een koperen radiateur aan weerskanten van de motor. De tank was in tweeën gedeeld en het voorste deel bevatte extra koelwater. Deze machines hadden riemaandrijving en een Druid-voorvork.
De productie werd onderbroken toen Gustavus Green en zijn zoon Charles zich gingen bezighouden met het merk Regal-Green, dat hun 500cc-watergekoelde motoren inbouwde. Die productie eindigde in 1914, toen de hele Britse motorfietsindustrie werd stilgelegd door het War Office om grondstoffen (o.a. ijzer, staal en rubber) te sparen.
Na 1918 probeerde Charles Green onder de naam "Green-Precision" met naar waterkoeling omgebouwde Precision-blokken weer motorfietsen te gaan bouwen. Zijn vader was zich tijdens de Eerste Wereldoorlog gaan bezighouden met de bouw van vliegtuigmotoren en motoren voor kanonneerboten en na de oorlog richtte hij zich op de productie van klokken en fototoestellen.
Later kon Charles op bestelling iedere motorfiets op waterkoeling ombouwen, maar succes bleef uit. Wel werden de aangepaste Green-Precision-blokken door verschillende merken als inbouwmotor toegepast. Een kleine serieproductie in 1921 was waarschijnlijk bedoeld om de vooroorlogse voorraden op te maken.